# 刘琨 (1923年)
刘琨（1923年8月—2013年9月15日），原名林治安，男，山东荣成人，中华人民共和国政治人物，曾任中华人民共和国林业部副部长、党组副书记。